# Montgomery County, Arkansas
Montgomery County är ett administrativt område i delstaten Arkansas, USA. År 2010 hade countyt 9 487 invånare. Den administrativa huvudorten (county seat) är Mount Ida. 

## Geografi
Enligt United States Census Bureau har countyt en total area på 2 072 km². 2 023 km² av den arean är land och 49 km² är vatten. 

### Angränsande countyn
- Yell County – nord
- Garland County – öst
- Hot Spring County & Clark County – sydöst
- Pike County – syd
- Polk County – väst
- Scott County – nordväst